# Symmachia
Symmachia är ett släkte av fjärilar. Symmachia ingår i familjen Riodinidae.

## Bildgalleri

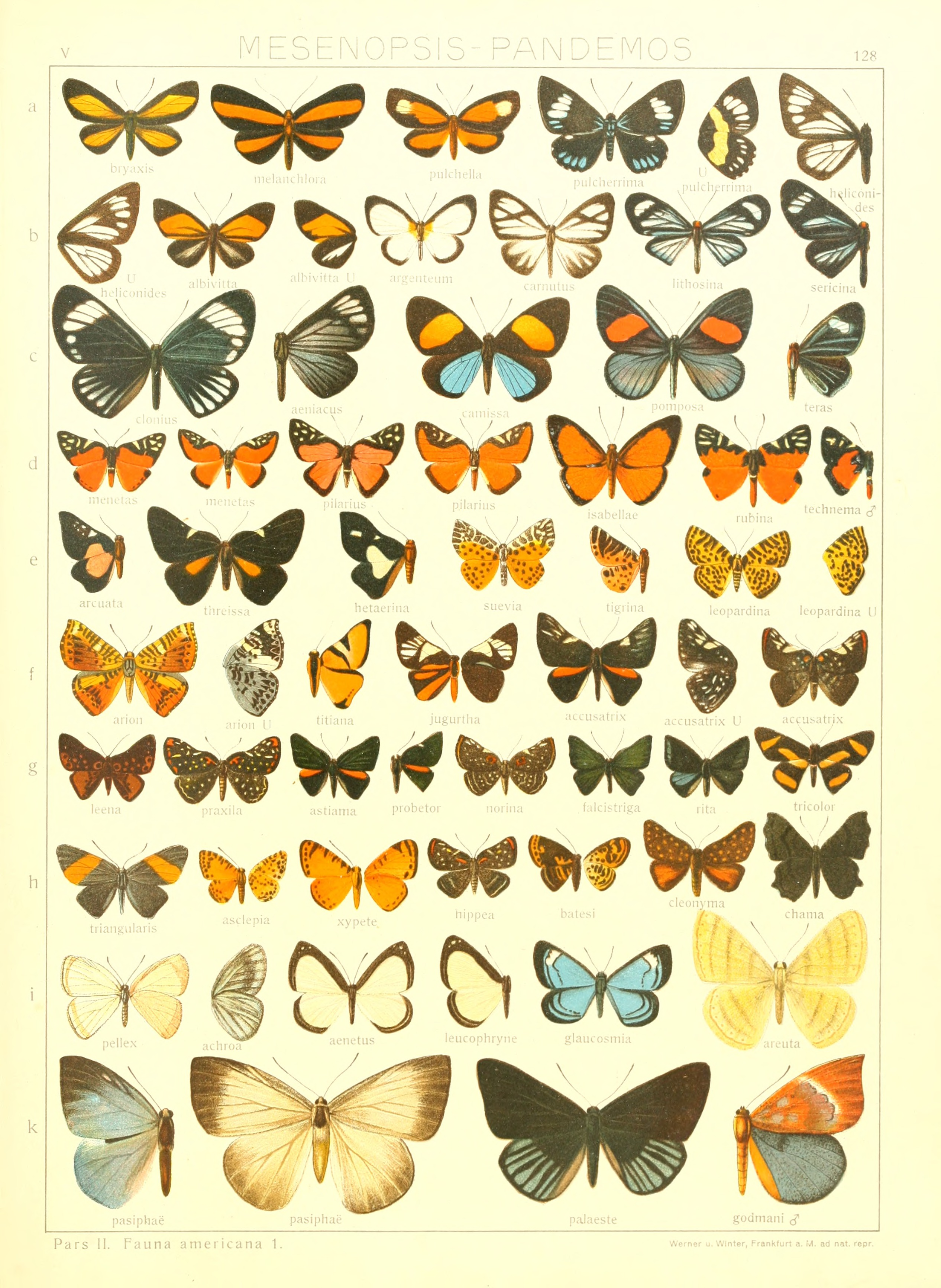
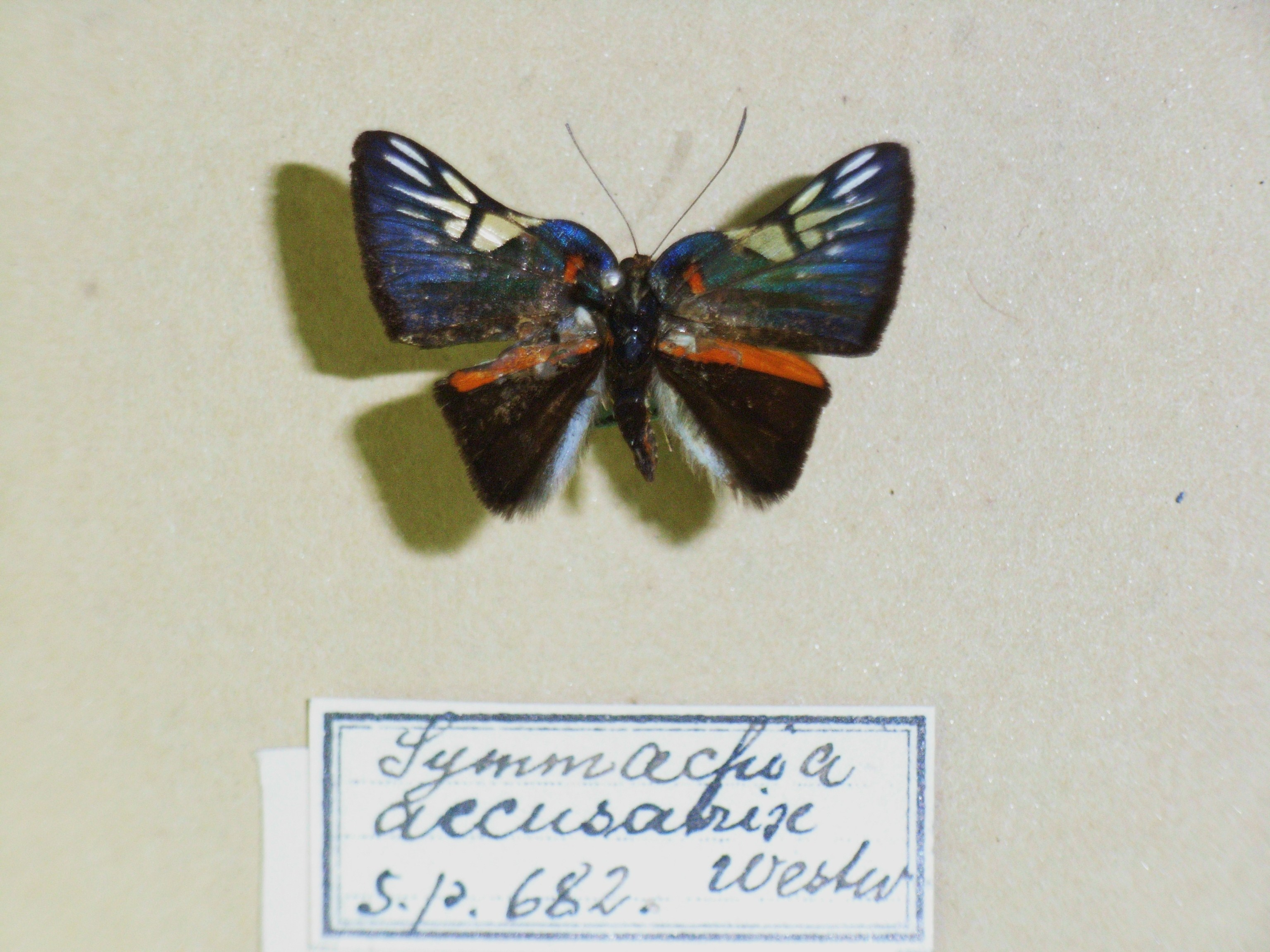
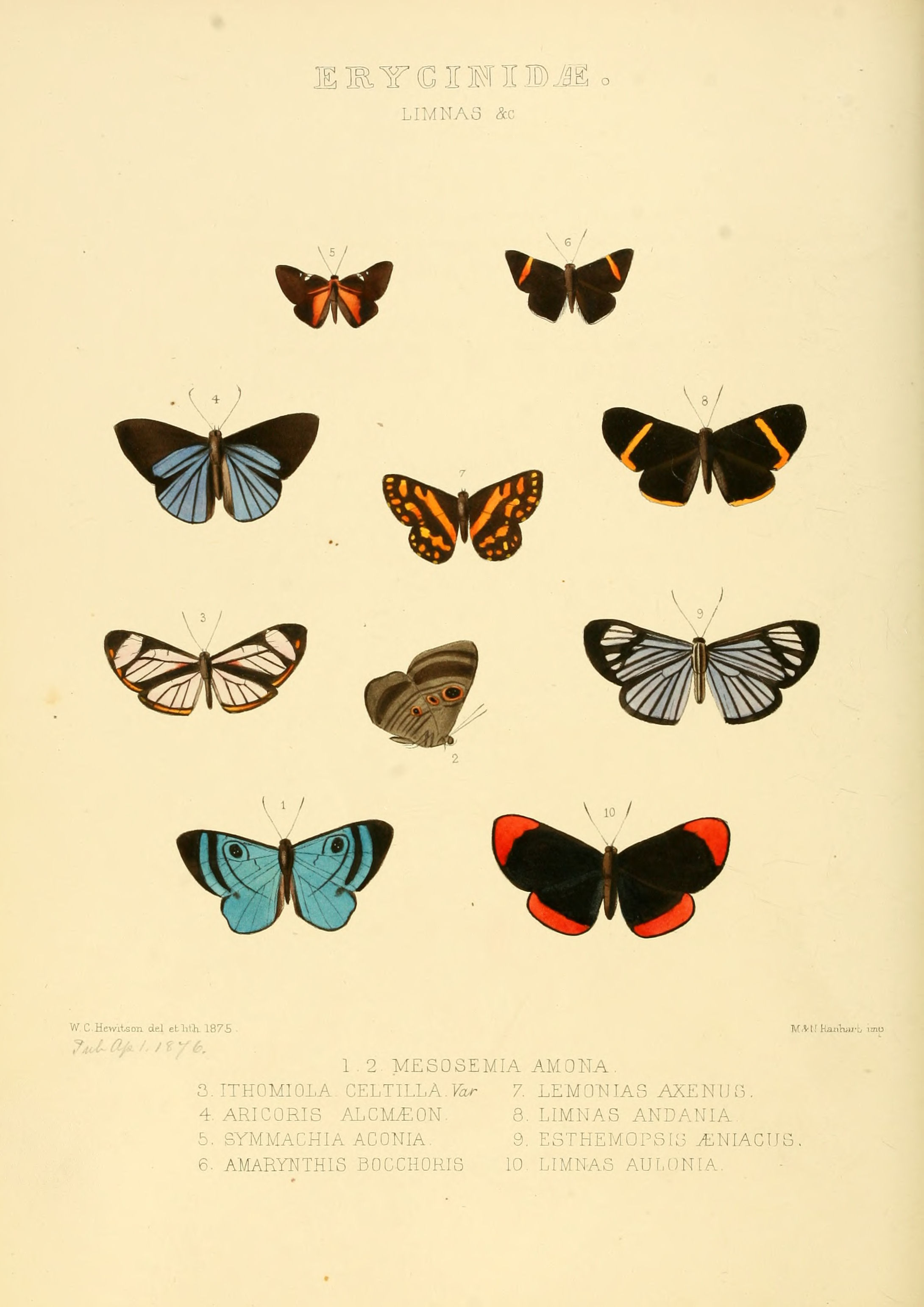
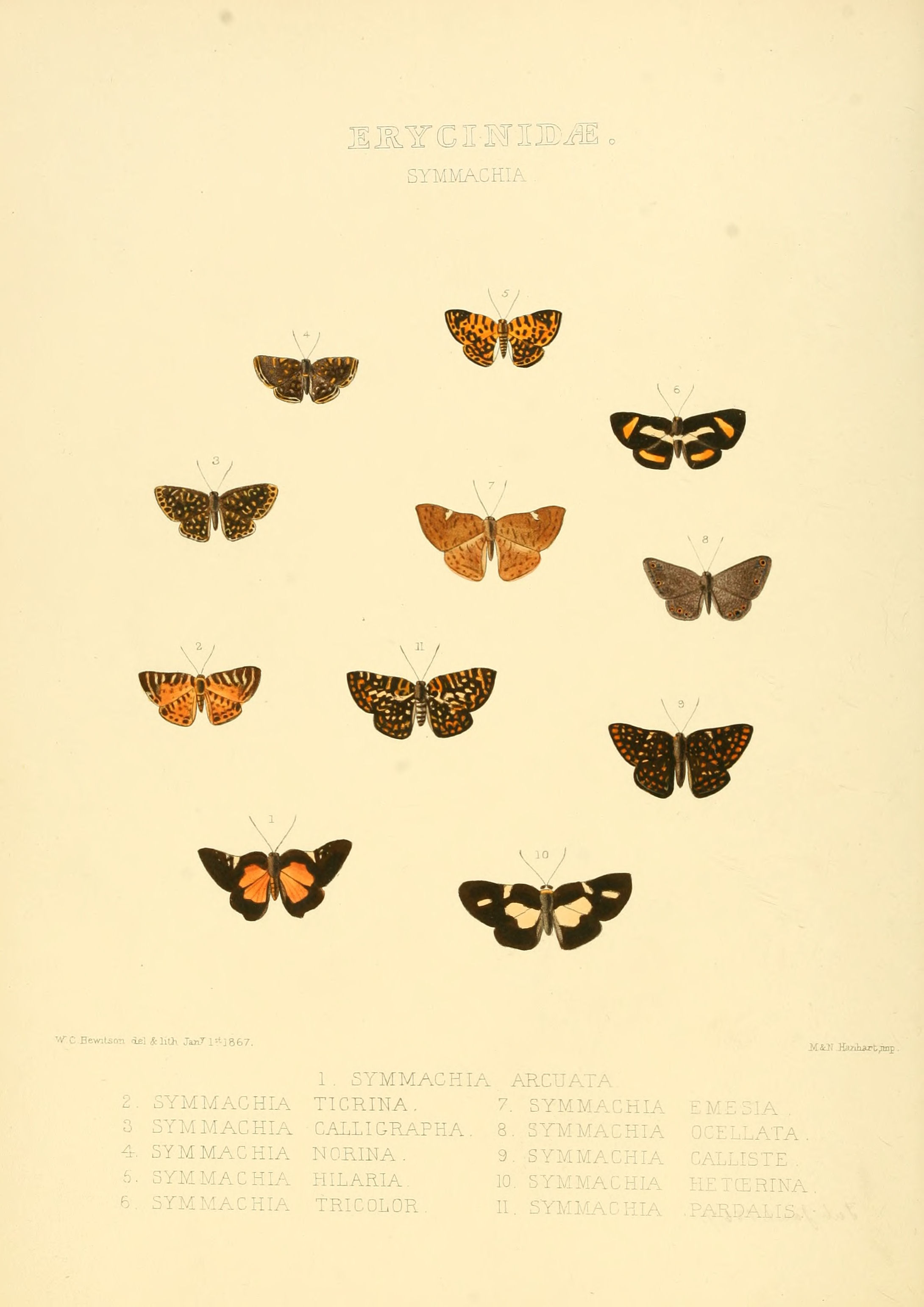
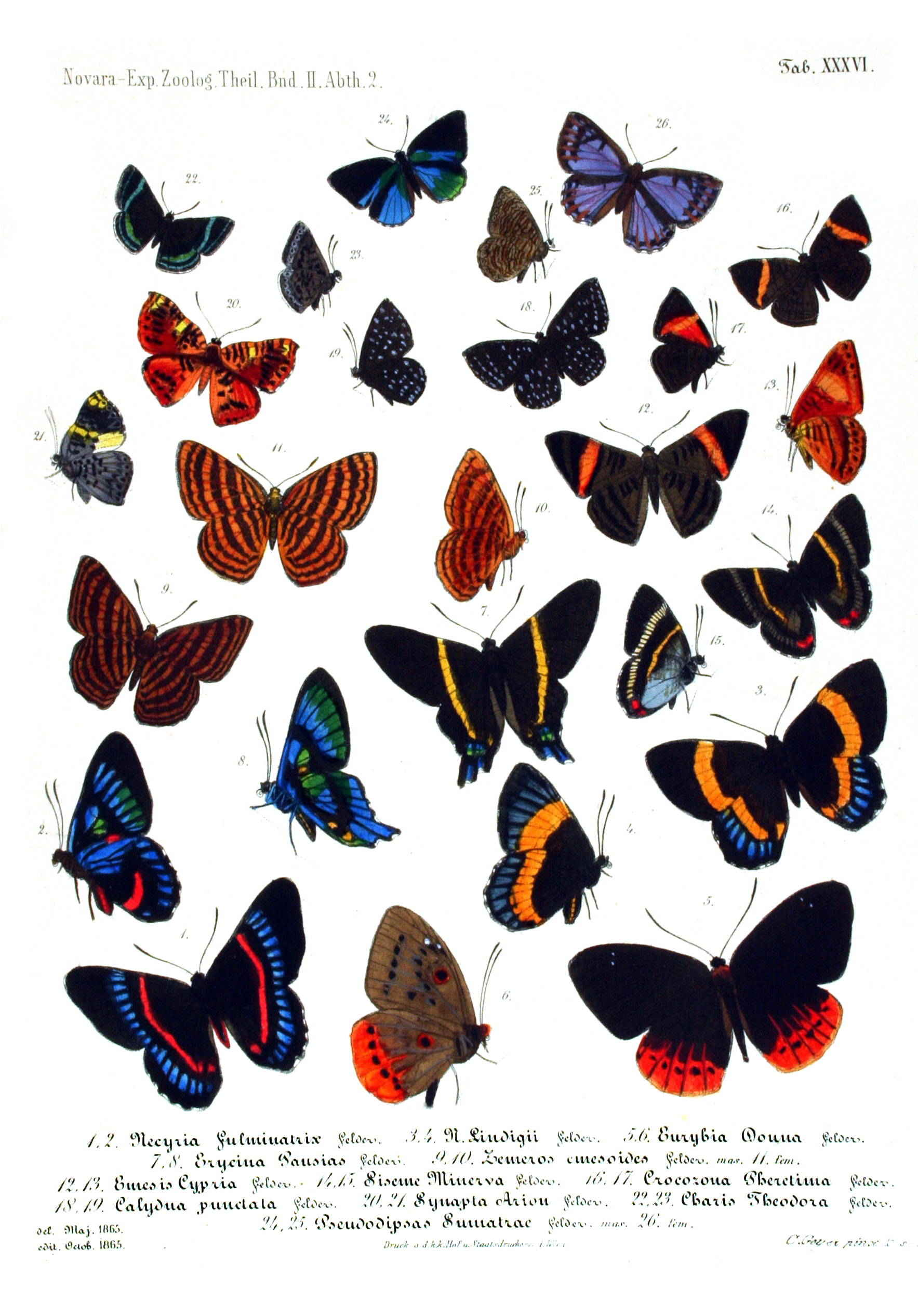
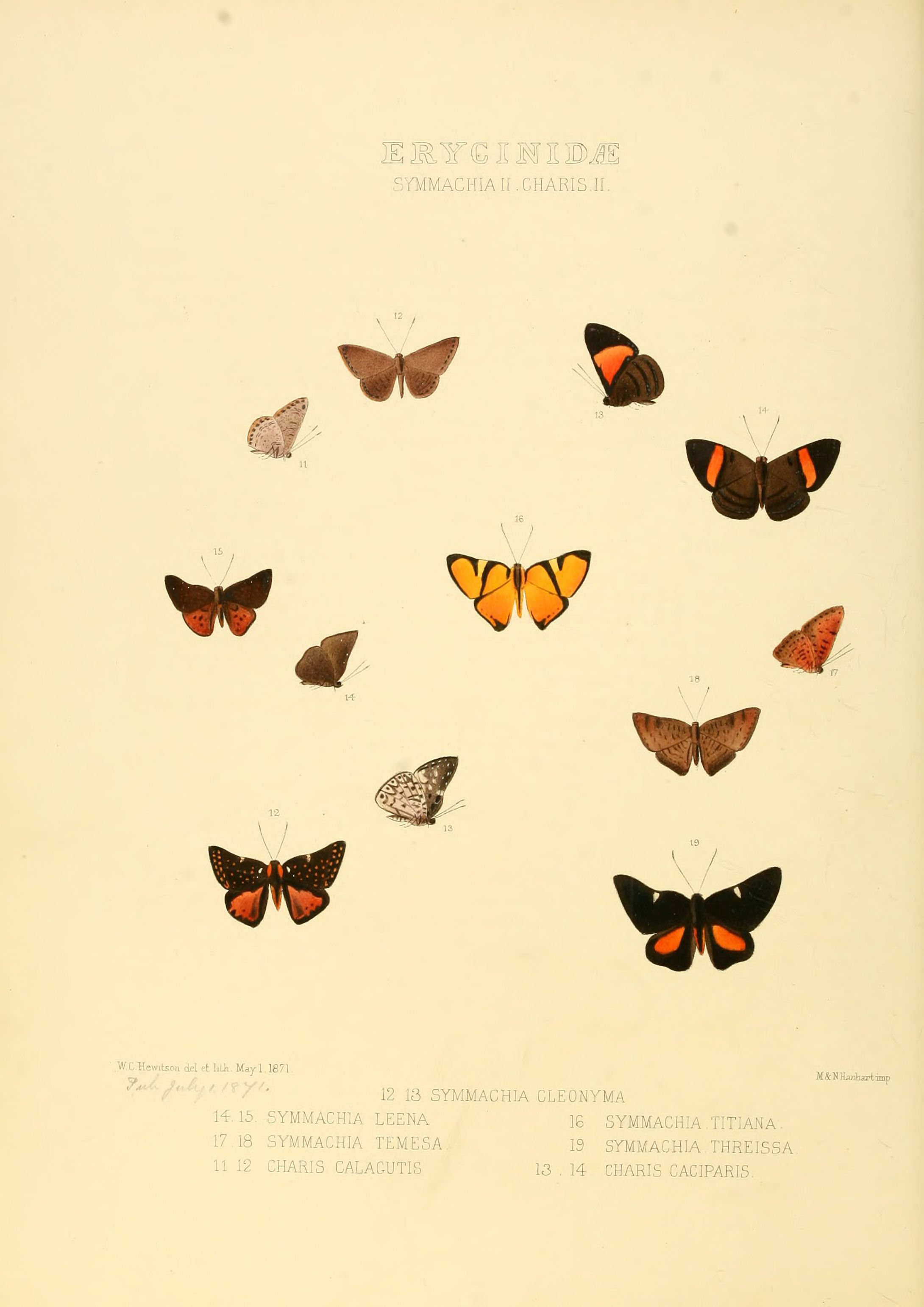

## Dottertaxa tillSymmachia, i alfabetisk ordning[1]
- Symmachia accusatrix
- Symmachia aconia
- Symmachia arcuata
- Symmachia arion
- Symmachia asclepia
- Symmachia astiama
- Symmachia balluca
- Symmachia batesi
- Symmachia belti
- Symmachia calligrapha
- Symmachia calliste
- Symmachia championi
- Symmachia cleonyma
- Symmachia cribellum
- Symmachia ega
- Symmachia eraste
- Symmachia eudaemon
- Symmachia eurina
- Symmachia falcistriga
- Symmachia fulvicauda
- Symmachia harmodius
- Symmachia hedemanni
- Symmachia hesione
- Symmachia hetaerina
- Symmachia hilaria
- Symmachia hippea
- Symmachia historica
- Symmachia irata
- Symmachia jugurtha
- Symmachia juratrix
- Symmachia leena
- Symmachia leopardina
- Symmachia maeonias
- Symmachia margaretha
- Symmachia menetes
- Symmachia miron
- Symmachia multesima
- Symmachia nemesis
- Symmachia niciades
- Symmachia norina
- Symmachia pardalia
- Symmachia pardalis
- Symmachia phaedra
- Symmachia pilarius
- Symmachia praxila
- Symmachia priene
- Symmachia probetor
- Symmachia pulchra
- Symmachia punctata
- Symmachia rita
- Symmachia rubina
- Symmachia sagitta
- Symmachia separata
- Symmachia stigmosissima
- Symmachia suevia
- Symmachia tacitus
- Symmachia tatiana
- Symmachia technema
- Symmachia threissa
- Symmachia tigrina
- Symmachia triangularis
- Symmachia tricolor
- Symmachia urichi
- Symmachia virgatula
- Symmachia virgaurea
- Symmachia xypete